# Estatuto de la Corte Internacional de Justicia

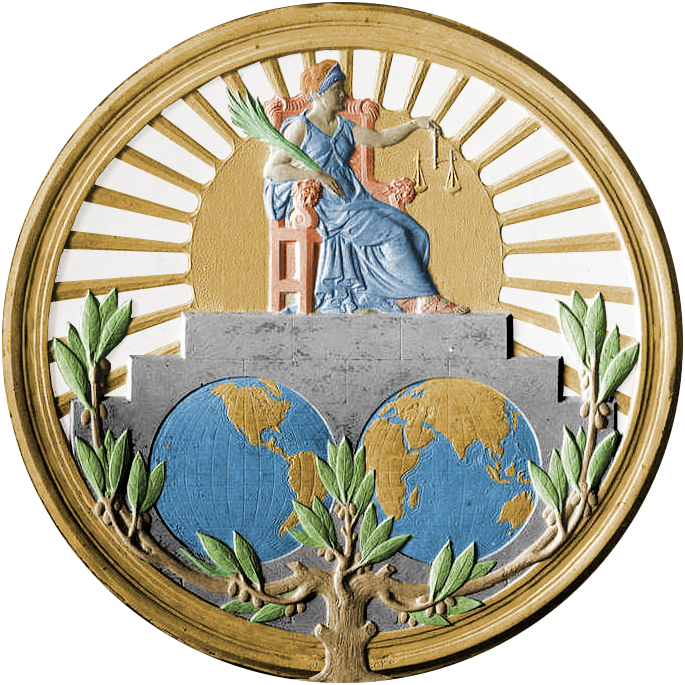
Emblema de la Corte Internacional de Justicia.

El Estatuto de la Corte Internacional de Justicia es parte de la Carta de las Naciones Unidas, ya que viene en el Capítulo XIV de la misma. Los capítulos del estatuto son:
- Capítulo I: Organización de la Corte (Artículos 2 - 33)
- Capítulo II: Competencias de la Corte
- Capítulo III: Procedimientos (Artículos 39 - 64)
- Capítulo IV: Opiniones consultivas (Artículos 65 - 68)
- Capítulo V: Modificaciones al Estatuto (Artículos 69 y 70)

Bajo el artículo 38.2, la Corte puede decidir un caso de características ex aequo et bono (de acuerdo a lo correcto y lo bueno) si así lo establecen.